# Sphaerocarpos
Sphaerocarpos, rod jetrenjarnica iz porodice Sphaerocarpaceae, dio je reda Sphaerocarpales. Postoji desetak vrsta.

## Vrste
1. Sphaerocarpos berteroi Mont.[2]
2. Sphaerocarpos californicus Austin[2]
3. Sphaerocarpos cristatus M. Howe[2]
4. Sphaerocarpos donnellii Austin[2]
5. Sphaerocarpos drewiae Wigglesw.[2]
6. Sphaerocarpos europaeus Lorb.[2]
7. Sphaerocarpos hians Haynes[2]
8. Sphaerocarpos michelii Bellardi[2]
9. Sphaerocarpos muccilloi E. Vianna[2]
10. Sphaerocarpos notarisii Mont.[2]
11. Sphaerocarpos siguniangensis R.L. Zhu & You L. Xiang[2]
12. Sphaerocarpos stipitatus Bisch. ex Lindenb.[2]
13. Sphaerocarpos texanus Austin[2]
14. Sphaerocarpos tuberosus (Campb.) R.M. Schust.[2]
15. Sphaerocarpos utriculosus Dumort.[2]